# Rokel
Rokel – najdłuższa rzeka w Sierra Leone. Liczy 386 kilometrów. Wypływa z gór Loma. Płynie przez miasta Bumbuna i Magburaka i wpada do estuarium Sierra Leone.